# West Unity (Ohio)
West Unity es una villa ubicada en el condado de Williams en el estado estadounidense de Ohio. En el Censo de 2010 tenía una población de 1671 habitantes y una densidad poblacional de 549,55 personas por km².

## Geografía
West Unity se encuentra ubicada en las coordenadas 41°35′8″N 84°26′4″O / 41.58556, -84.43444. Según la Oficina del Censo de los Estados Unidos, West Unity tiene una superficie total de 3.04 km², de la cual 3.04 km² corresponden a tierra firme y (0%) 0 km² es agua.

## Demografía
Según el censo de 2010, había 1671 personas residiendo en West Unity. La densidad de población era de 549,55 hab./km². De los 1671 habitantes, West Unity estaba compuesto por el 95.93% blancos, el 0.54% eran afroamericanos, el 0.24% eran amerindios, el 0.6% eran asiáticos, el 0% eran isleños del Pacífico, el 1.26% eran de otras razas y el 1.44% pertenecían a dos o más razas. Del total de la población el 3.71% eran hispanos o latinos de cualquier raza.